# 鑰匙

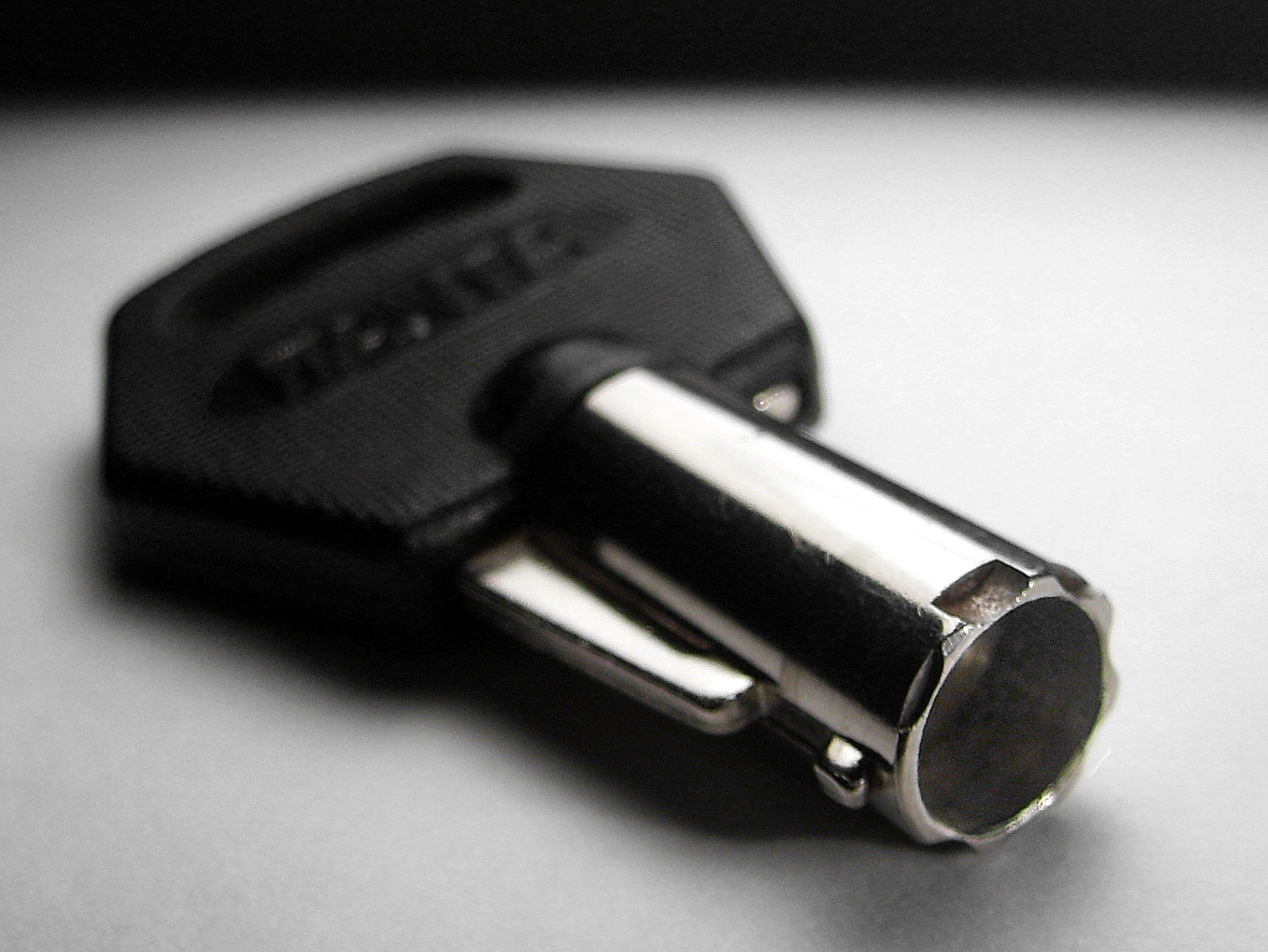
管狀匙

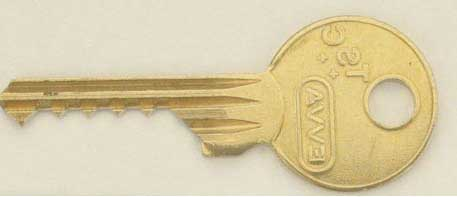
撞匙

鑰匙或鎖匙是一種与鎖对应的，用以开锁的工具，自4000年前已在古埃及出現。現在，鎖匙一般分成鎖筒鎖匙（Cylinder Key）、平片匙（Flat Key）、旗桿匙（Lever lock key）及管狀匙（Tubular Key）四大類，但鎖具技術發展日新月異，磁鎖、半圓桿匙、雙側匙、壓力匙及電子式的鑰匙如磁卡、晶片鎖和指紋及虹膜等生物特徵識別等亦日趨普及，為的是更佳的安全防範。

## 歷史
追溯到西元700年前，鑰匙非常大，木製，像個放大版的牙刷，用來打開皇宮的柵門。數百年之後，羅馬人製作了體積較小，金屬製的鑰匙。事實上有些人甚至把鑰匙戴在身上作為裝飾。他們用鑰匙來鎖住裝有貴重物品的箱子。到了14世紀，鑰匙的樣式變得藝術化，能夠製作精美鑰匙的歐洲鎖匠變得有名望，國王甚至邀請他們製作城堡的鑰匙。18世紀，城市興起，小偷也跟著變多，鎖匠開始製造更實用、安全的鑰匙免得小偷破壞鎖頭或強行進入。而現在鑰匙已經發展到電子感應式，如旅館房間的鑰匙。